# Amelia Court House (Virginia)
Amelia Court House es un lugar designado por el censo situado en el condado de Amelia, Virginia  (Estados Unidos). Según el censo de 2010 tenía una población de 17.326 habitantes.

## Historia
Ocupadas el 3 de abril de 1865 las ciudades de Petersburg y Richmond por el ejército de la Unión. El general confederado Lee se refugió en la zona hasta que fue expulsado por las tropas federales el 6 de abril.

## Demografía
Según el censo de 2010, Amelia Court House tenía una población en la que el 68,9% eran blancos; el 24% afroamericanos; el 0,7% eran indios americanos y nativos de Alaska; el 0,6% eran asiáticos; el 0,0% hawaianos y otros isleños del Pacífico; el 4,5% de otra raza, y el 1,2% a partir de dos o más razas. El 7,2% del total de la población eran hispanos o latinos de cualquier raza.